# Џеси Макартни
Џеси Макартни (енгл. Jesse McCartney; 9. април 1987) амерички је певач, тестописац и глумац. Прославио се 1990-их у серији Сва моја деца, након које је започео музичку каријеру у бенду Dream Street, а касније и соло каријеру. Издао је четири студијска албума, а такође се често појављује и као гласовни глумац у цртаним филмовима међу којима је најпознатији Алвин и веверице.

## Дискографија
Студијски албуми
- Beautiful Soul (2004)
- Right Where You Want Me (2006)
- Departure (2008)
- In Technicolor (2014)